# Pougnaud et Brothier
Pougnaud et Brothier est un constructeur automobile français.

## Production
L’entreprise basée à Villefagnan a commencé à produire des automobiles en 1899. L’usine était située au 4, rue du Docteur Oscar Joubert, aujourd’hui rebaptisées 13 rue Joubert et 2 rue de la Chapelière. Ruffec est également possible en tant que site de production, à environ 10 km de Villefagnan, lieu d’origine d’Arthur Pougnaud, le deuxième propriétaire. Le nom de marque était Naphtolette, en allusion au combustible utilisé, le naphta, un pétrole brut qui appartient à ce que l’on appelle les chaudières légères.

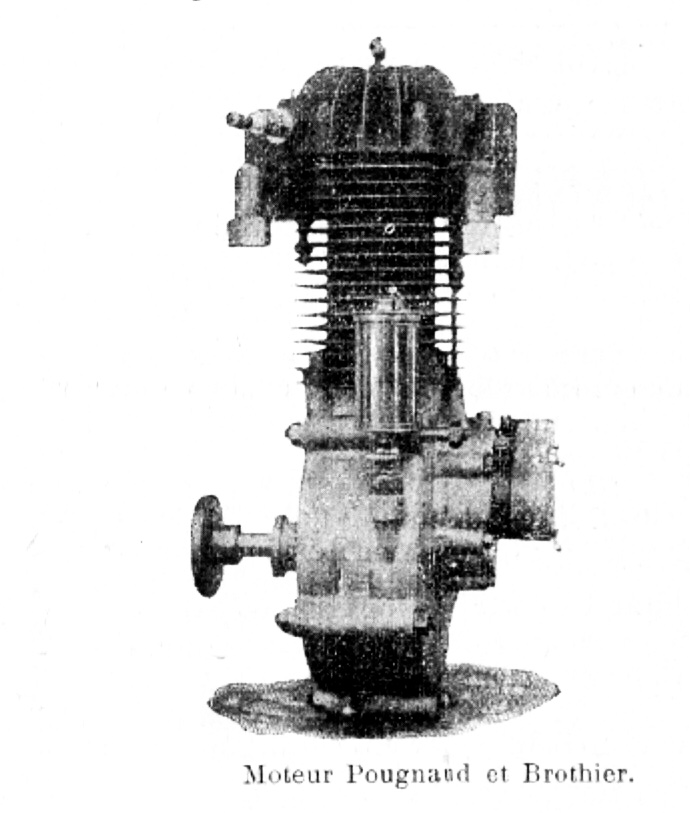
Moteur Pougnaud et Brothier (1900)

Pour les véhicules produits ultérieurement, la marque Charentaise a été ajoutée. En plus des véhicules Naphtolette et Charentais, l’entreprise fabriquait elle-même les moteurs et le carburateur et détenait également des brevets pour ceux-ci. L’image de la naphtolette montre l’inventeur, le docteur Claude Brothier, avec sa femme (née Joubert). À l’avant de la voiture se trouve la fille Jeanne Brothier (après le mariage Rogerie). La naphtolette était disponible en différents modèles. Le type C avait un moteur monocylindre d’une cylindrée de 502 cm3. L’alésage était de 80 mm et la course de 100 mm. La puissance maximale était de 2,5 à 3 HP à 1100 à 1300 tr/min. Le véhicule était équipé d’une boîte de vitesses à deux vitesses. La puissance était transmise via une courroie au différentiel de l’essieu arrière. L’essieu avant a été découplé par un ressort à lames. L’essieu arrière était relié de manière rigide au châssis.
Sur le type D, le principal changement a été le déplacement de la transmission sur l’essieu arrière. Il était également possible de commander un troisième plat. Le moteur monocylindre de 502 cm3 était également l’entraînement utilisé ici.
Dans le type E, le moteur était placé au milieu. De plus, la ceinture a été supprimée. Un arbre transmettait désormais la puissance vers le différentiel de l’essieu arrière. Pour les véhicules disposant de la puissance supplémentaire souhaitée, deux moteurs peuvent également être couplés à l’entraînement. Une puissance allant jusqu’à 5 HP était ainsi possible.
Le véhicule, mis au point par un médecin pour les médecins, s’est vendu moins bien que prévu, de sorte que l’entreprise a dû fermer à nouveau en 1904. Selon des sources régionales, les machines et les composants résiduels auraient été vendus à Automobiles Barré à Niort.

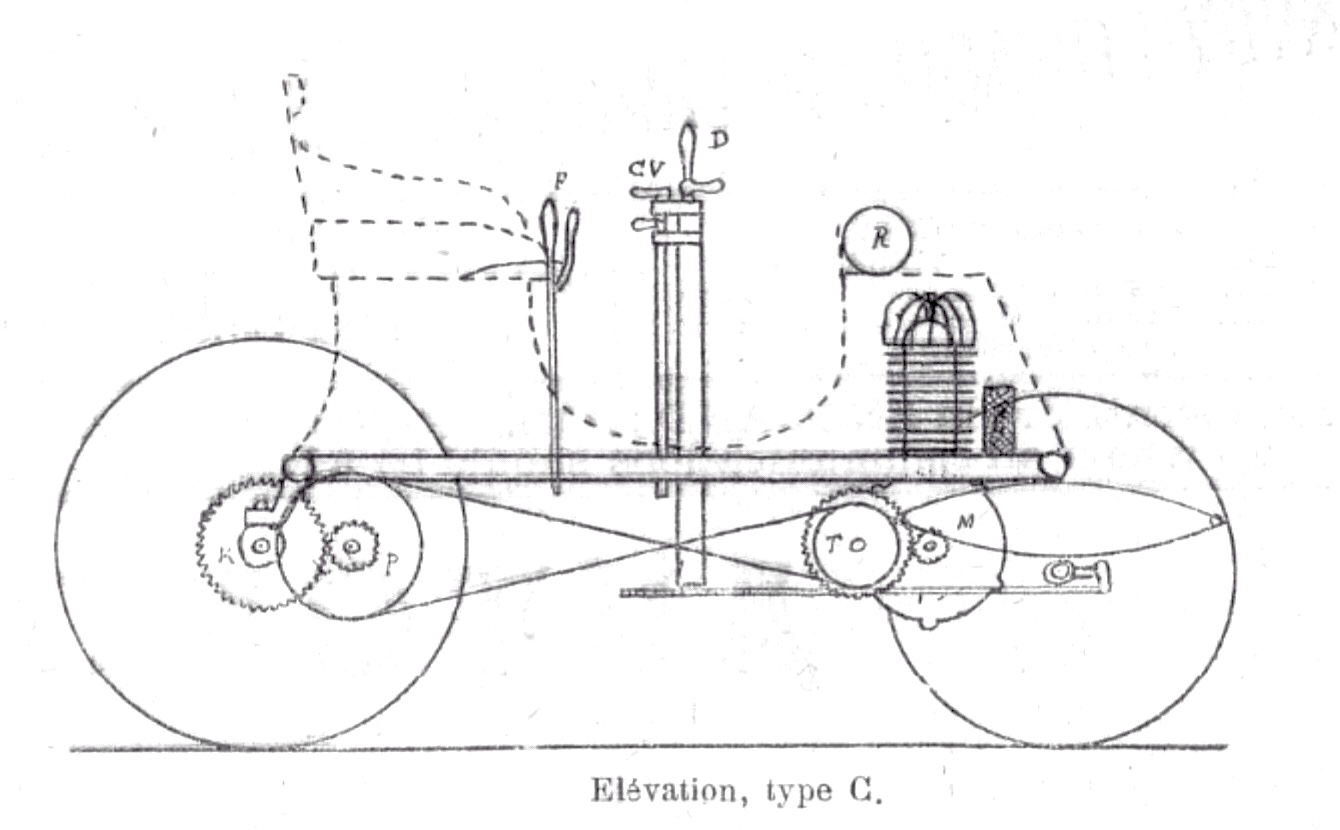
Pougnaud et Brothier Type C
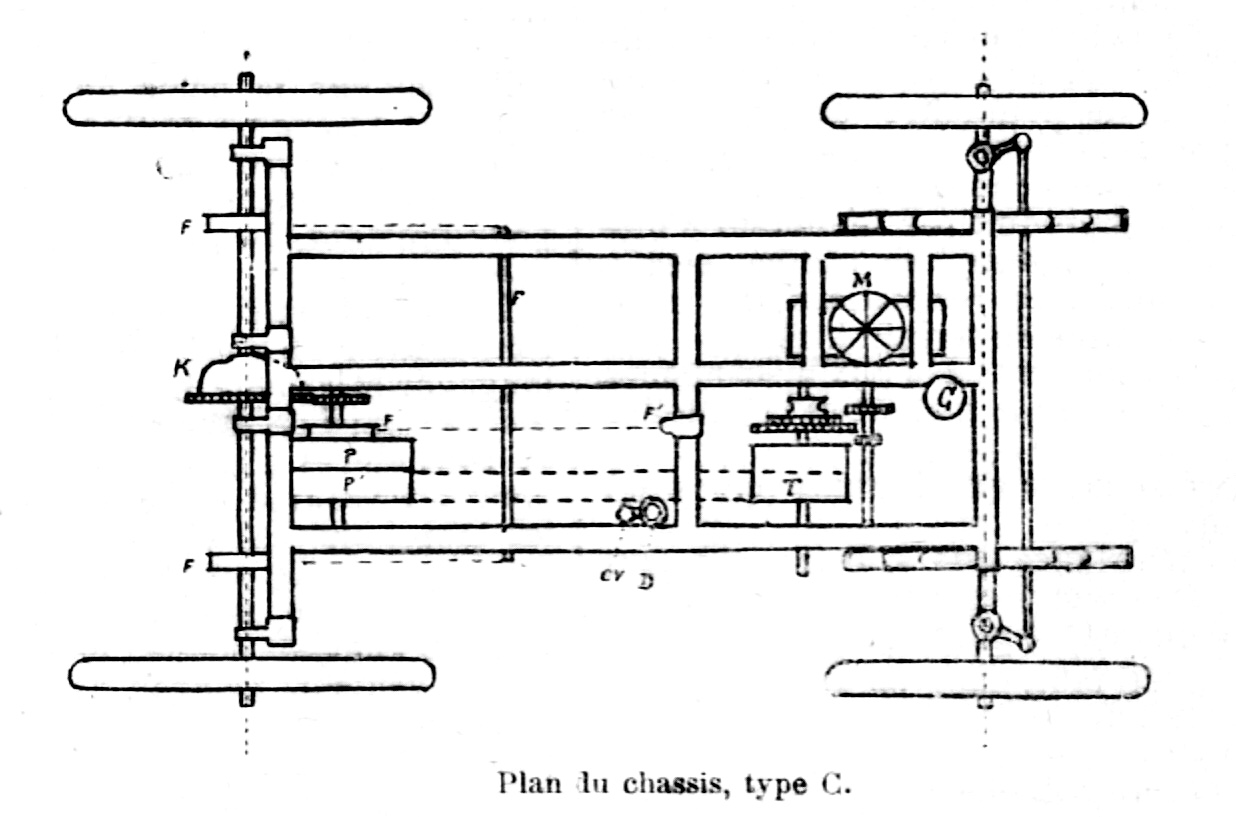
Pougnaud et Brothier Type C
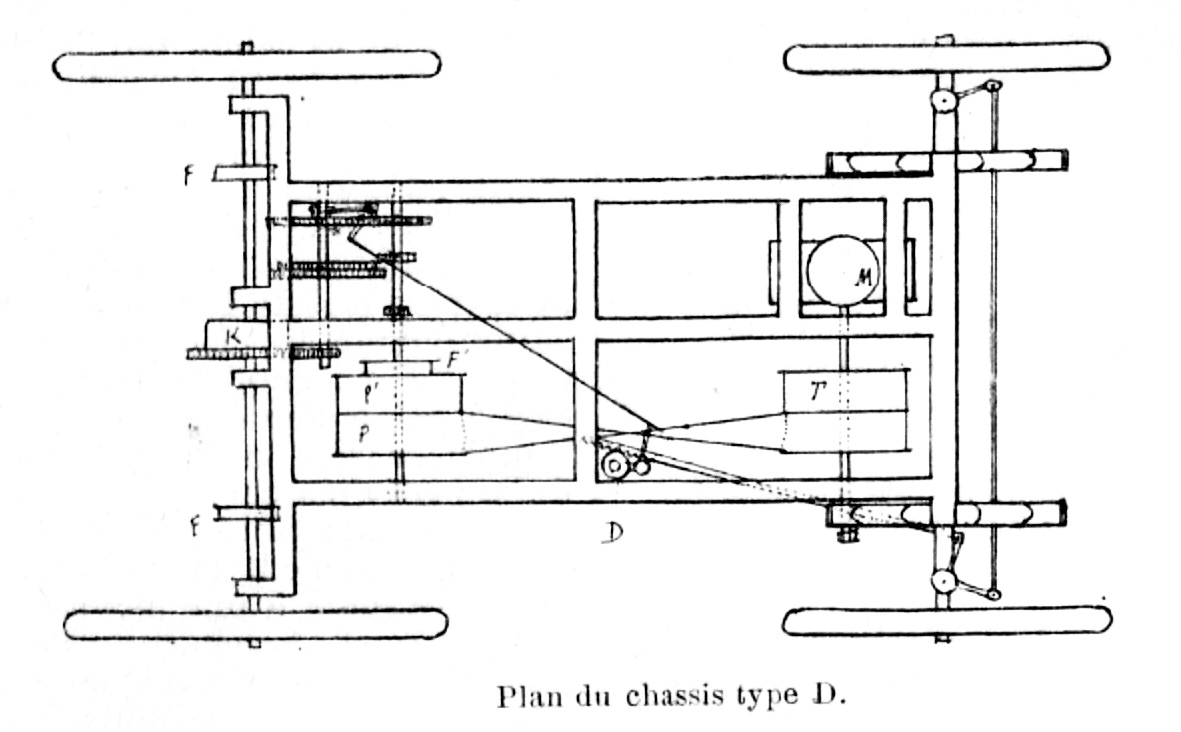
Pougnaud et Brothier (1900) Type D
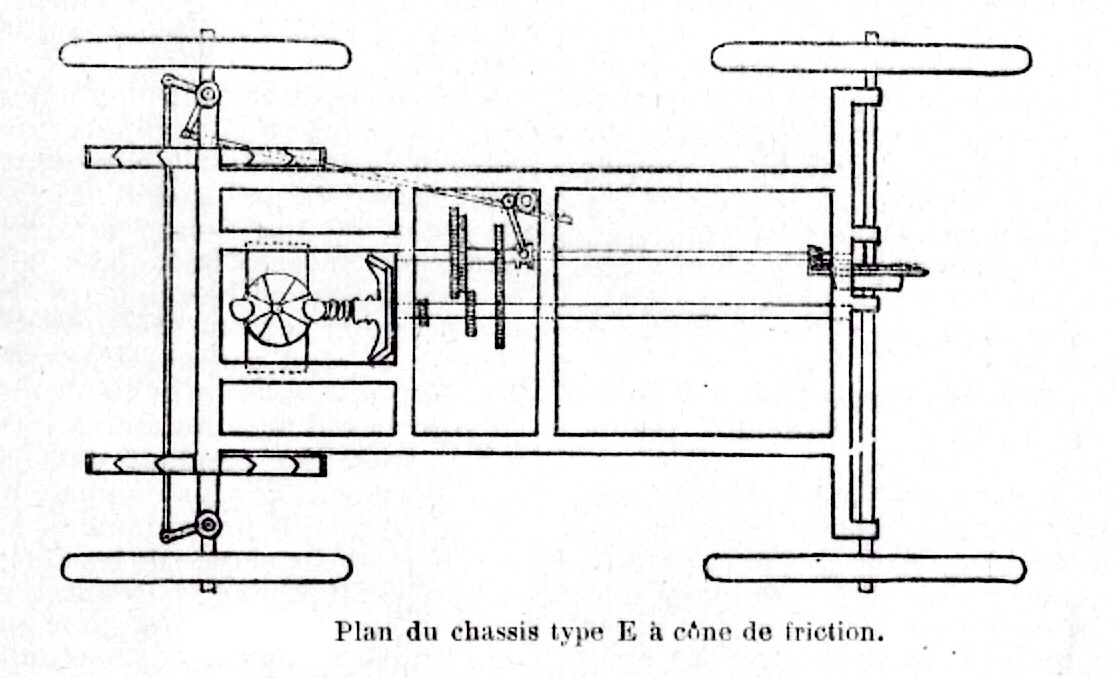
Pougnaud et Brothier (1900) Type E